# Шмиц, Фердинанд
Фердинанд Шмиц (нем. Ferdinand Schmitz, 14 октября 1919, Кёльн, Рейнская провинция — 6 ноября 1981) — немецкий борец, призёр чемпионатов Европы, многократный чемпион Германии. Брат Хайнриха Неттесхайма.

## Биография
Родился в 1919 году в Кёльне. В 1938 году стал бронзовым призёром чемпионата Европы по греко-римской борьбе. На чемпионате Европы по греко-римской борьбе 1939 года завоевал серебряную медаль
В 1952 году принял участие в Олимпийских играх в Хельсинки, но ни в греко-римской, ни в вольной борьбе не смог завоевать медалей.